# Боровский перевоз
Боровский перевоз — переправа через Москву-реку на бывшей почтовой дороге из Москвы в Коломну в 30 верстах от тогдашней границы Москвы, поблизости от села Еганово (на полтора километра выше по течению от моста современной дороги на Коломну). Также известен как Красный Брашевский по названию населённого пункта Брашева (по-видимому, нынешнее Боршева). Кроме упоминания в древних источниках в связи с Мамаевым побоищем, известен как начальная точка Тарутинского манёвра во время Отечественной войны 1812 года, именно здесь французский авангард был введён в заблуждение и «потерял» русскую армию, которая успешно провела скрытный фланговый марш. В память об этом событии в Еганове в 2008 году был установлен поклонный крест.